# Словник античної мітології
Словник античної мітології — словник термінів давньогрецької та давньоримської мітології. Перше видання відбулось 1985 року, друге видання — 1989 року. У незалежній Україні словник було видано 2006 року, ортографію видання було пристосовано до проєкту правопису 1999 року.
Укладачі словника — Іван Якимович Козовик, Олександр Данилович Пономарів. Відповідальний редактор, автор вступної статті словника — Андрій Олександрович Білецький.
Видання присвячене мітології давніх греків та римлян. Його статті не лише наводять мітологічні імена й назви реалій та понять античности, а й розкривають зміст мітів, розповідають про джерела їх виникнення. Підкреслюється зв'язок античної культури з культурою сучасних європейських та інших народів: показано вплив греко-римської мітології на літературу, музику, образотворче мистецтво сучасности.

## Завваги
1. ↑  У радянських виданнях — Словник античної міфології.